# Campeonato de Francia de Rugby 15 1971-72
El Campeonato de Francia de Rugby 15 1971-72 fue la 73.ª edición del Campeonato francés de rugby.
El campeón del torneo fue el equipo de AS Béziers quienes obtuvieron su tercer campeonato.

## Desarrollo

### Segunda Fase
| - Béziers - Stadoceste - Lavelanet - Montauban - Poitiers - Bergerac - Soustons - Angoulême - Touloun - La Rochelle - US Bressane - Grenoble - Tyrosse - Oloron - Quillan - Mazamet | - Brive - Perpignan - Dijon - Bayonne - Périgueux - Chalon - Fumel Libos - Oyonnax - Agen - Castres - Chambéry - Avignon Saint-Saturnin - Saint-Jean-de-Luz - Marmande - Tulle - Sarlat |

| - Toulouse - Pau - Vichy - Saint-Claude - Graulhet - Romans - Gaillac - Decazeville | - Montferrand - Stade Beaumontois - Bègles - Stade Bagnérais - Montchanin - Boucau - Rodez - Castelsarrasin |

| - Dax - La Voulte - Racing - Aurillac - Lourdes - Condom - Mauléon - Pamiers | - Narbonne - Lyon OU - Mont-de-Marsan - Valence - Biarritz - Cognac - Auch - Bourgoin-Jallieu |

### Dieciseisavos de final
| 1972 | Brive | 30 - 3 | Montauban |  |  |

| 1972 | Dijon | 12 - 6 | Lyon OU |  |  |

| 1972 | Dax | 19 - 14 | Bayonne |  |  |

| 1972 | Mont-de-Marsan | 23 - 16 | La Rochelle |  |  |

| 1972 | Narbonne | 27 - 3 | Saint-Claude |  |  |

| 1972 | Stadoceste | 14 - 0 | Racing |  |  |

| 1972 | Stade Bagnérais | 11 - 4 | Montferrand |  |  |

| 1972 | Stade Beaumontois | 24 - 12 | Lavelanet |  |  |

| 1972 | Toulon | 8 - 3 | Chambéry |  |  |

| 1972 | US Bressane | 15 - 11 | La Voulte |  |  |

| 1972 | Agen | 10 - 9 | Grenoble |  |  |

| 1972 | Perpignan | 18 - 10 | Vichy |  |  |

| 1972 | Béziers | 23 - 3 | Valence |  |  |

| 1972 | Bègles | 17 - 4 | Castres |  |  |

| 1972 | Toulouse | 16 - 6 | Aurillac |  |  |

| 1972 | Pau | 17 - 4 | Avignon Saint-Saturnin |  |  |

### Octavos de final
| 1972 | Brive | 21 - 12 | Dijon |  |  |

| 1972 | Dax | 32 - 9 | Mont-de-Marsan |  |  |

| 1972 | Narbonne | 13 - 12 | Stadoceste |  |  |

| 1972 | Stade Beaumontois | 15 - 6 | Stade Bagnérais |  |  |

| 1972 | Toulon | 34 - 0 | US Bressane |  |  |

| 1972 | Agen | 10 - 9 | Perpignan |  |  |

| 1972 | Béziers | 11 - 7 | Bègles |  |  |

| 1972 | Pau | 13 - 4 | Toulouse |  |  |

### Cuartos de final
| 1972 | Brive | 13 - 9 | Dax |  |  |

| 1972 | Narbonne | 24 - 10 | Stade Beaumontois |  |  |

| 1972 | Toulon | 6 - 4 | Agen |  |  |

| 1972 | Béziers | 40 - 4 | Pau |  |  |

### Semifinal
| 1972 | Brive | 9 - 7 | Narbonne |  |  |

| 1972 | Toulon | 6 - 19 | Béziers |  |  |

### Final
| 21 de mayo de 1972 | AS Béziers | 9 - 0   | CA Brive | Stade Gerland, Lyon |  |
|                    |            | Reporte |          |                     |  |

| Bandera de Francia |
| Campeón AS Béziers |
| Tercer título      |